# Врсте летова ваздухоплова
Летови ваздухоплова у ваздушном простору изнад копна и мора, у ваздухопловству се деле према, намени, добу дана, начину управљања ваздухопловом, висини, рејону у коме се изводе и аеродрому слетања, броју ваздухоплова који истовремено извршавају заједничке задатке.
Трајање лета рачуна се од почетка залета (или узлета за хеликоптере) до завршетка „протрчавања“ или пристајања на стајанци ваздухоплова (за хеликоптере).

## Подела летова
| ПОДЕЛА                               | ВРСТЕ                                                                                                | КАРАКТЕРИСТИКЕ |
| Према добу дана                      | - Дневни - Ноћни - Дневно-ноћни                                                                      | - Дневни летови се извршавају пола часа пре изласка сунца до, пола часа након заласка сунца. - Ноћни летови се извршавају пола часапосле заласка сунца, до пола часапре изласка сунца. - Дневно ноћни летови започињу у једном делу дана а завршавају се у другом (нпр. почињу ноћу а завршавају се дању). |
| Према намени                         | - За обуку - Борбени - Посебни                                                                       | - Летови за обуку се врше у циљу стручно летачке, борбене и тактичке обуке пилота и одржавање тренаже у леетењу, а изводе се према посебним, школским, војним и цивилним програмима пилотске обуке. - Борбени летови се извршавају у борбеним (ратним) условима (ову врсту летова извршавају углавном војни ваздухоплови). - Посебни летови су сви остали летови који не спадају у летове за обуку и борбене летове, и они могу бити; - Комерцијални летови којим се обавља превоз путника и робе - Спортски летови, у сврку акробатског летења, такмичења итд. - Летови специјалне намене (гашење пожара, превоз болесника, подешавање опреме на земљи, провера и тестирање ваздухоплова). |
| Према начину управљања ваздухопловом | - Визуелни - Инструментални                                                                          | - Визуелни летови се од полетања до слетања врше у условима видљивости природног хоризонта и оријентира на земљи, који омогућава одређивање просторног положаја ваздухоплова и визуелне оријентације. - Инструментални летови су они у којем се положај ваздухоплова у простору и позиција у целини или делимично, одређује, одржава и мења на основу приказа на инструментима за управљање ваздухопловом, навигацијских инструмената и уређаја на ваздухоплову и на земљи. |
| Према висини                         | - Бришући - На малим висинама - На средњим висинама - На великим висинама - На врло великим висинама | - Бришући летови извршавају се на стварној висини до 100 метара. - Летови на малим висинама извршавају се на стварној висини од 100 до 1.000 метара - Летови на средњим висинама извршавају се на висини од 1.000 до 5.000 метара. - Летови на великим висинама извршавају се на висини од 5.000 до 12.000 метара. - Летови на врло великим висинама извршавају се изнад 12.000 метара. |
| Према рејону извођења                | - Аеродромски - Ванаеродромски - Прелети                                                             | - Аеродромски летови су они који се извршавају у зони аеродрома, хидродрома, хелидрома и које контролише и води аеродромска контрола летења тог аеродрома. - Ванаеродромски летови извршавају се ван аеродромске зоне, а слетање се врши на аеродрому полетања, а за хеликоптере сви летови ван аеродромске зоне, са слетањем ван хелидрома. - Прелети су летови у којима се полетање врши са једног, а слетање на други аеродром. |
| Према броју ваздухоплова             | - Појединачни - Групни                                                                               | - Појединачни летови су они код којих лет извршава појединачни ваздухоплов. - Групни лет извршавају два или више ваздухоплова који лете у одређеном поретку, у међусобно визуелној или радарској вези, под командом једног пилота у току извршавања задатка. |